# Zamia pumila
Zamia pumila är en kärlväxtart som beskrevs av Carl von Linné. Zamia pumila ingår i släktet Zamia och familjen Zamiaceae. IUCN kategoriserar arten globalt som nära hotad. Inga underarter finns listade i Catalogue of Life.

## Bildgalleri

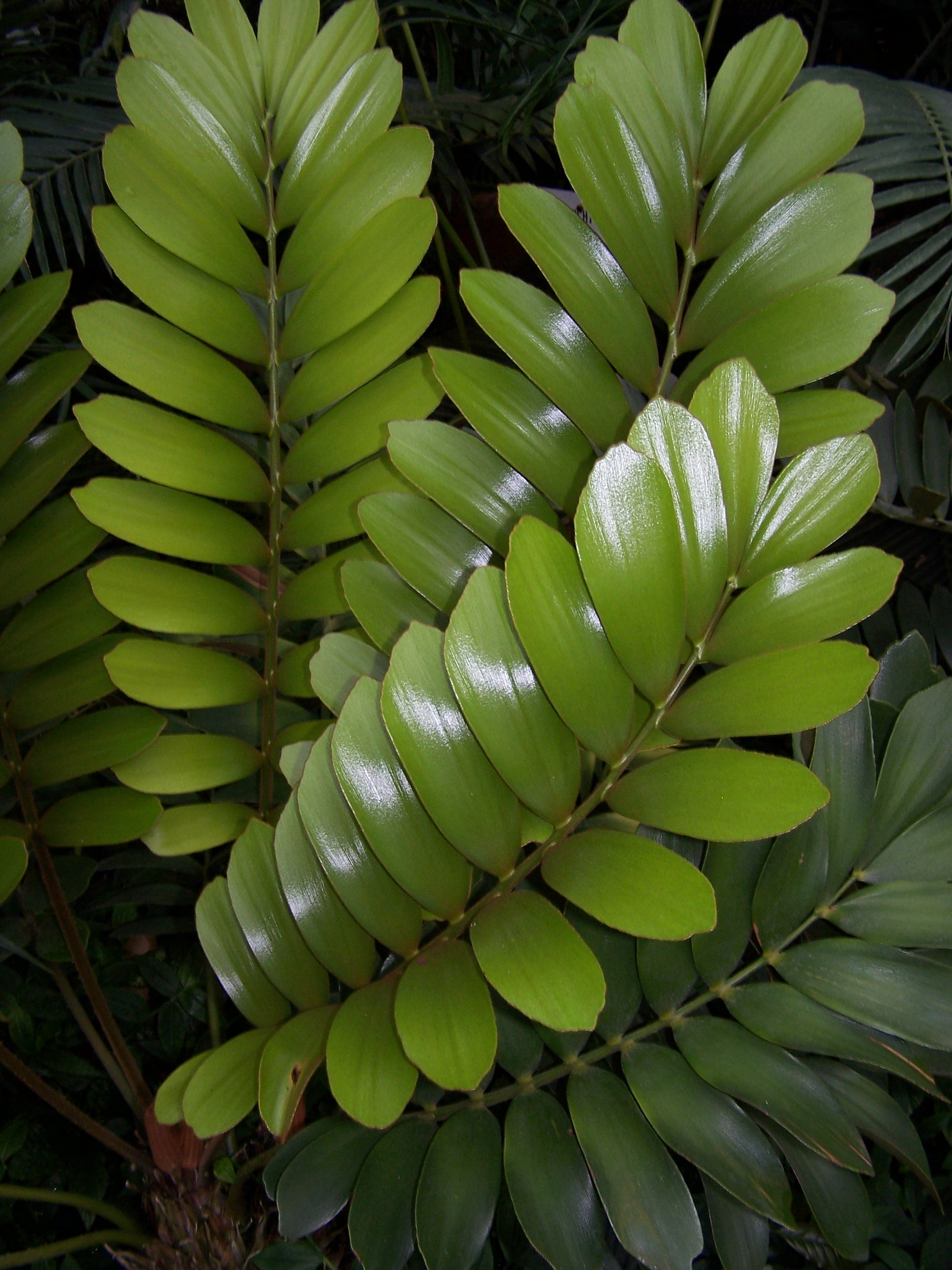
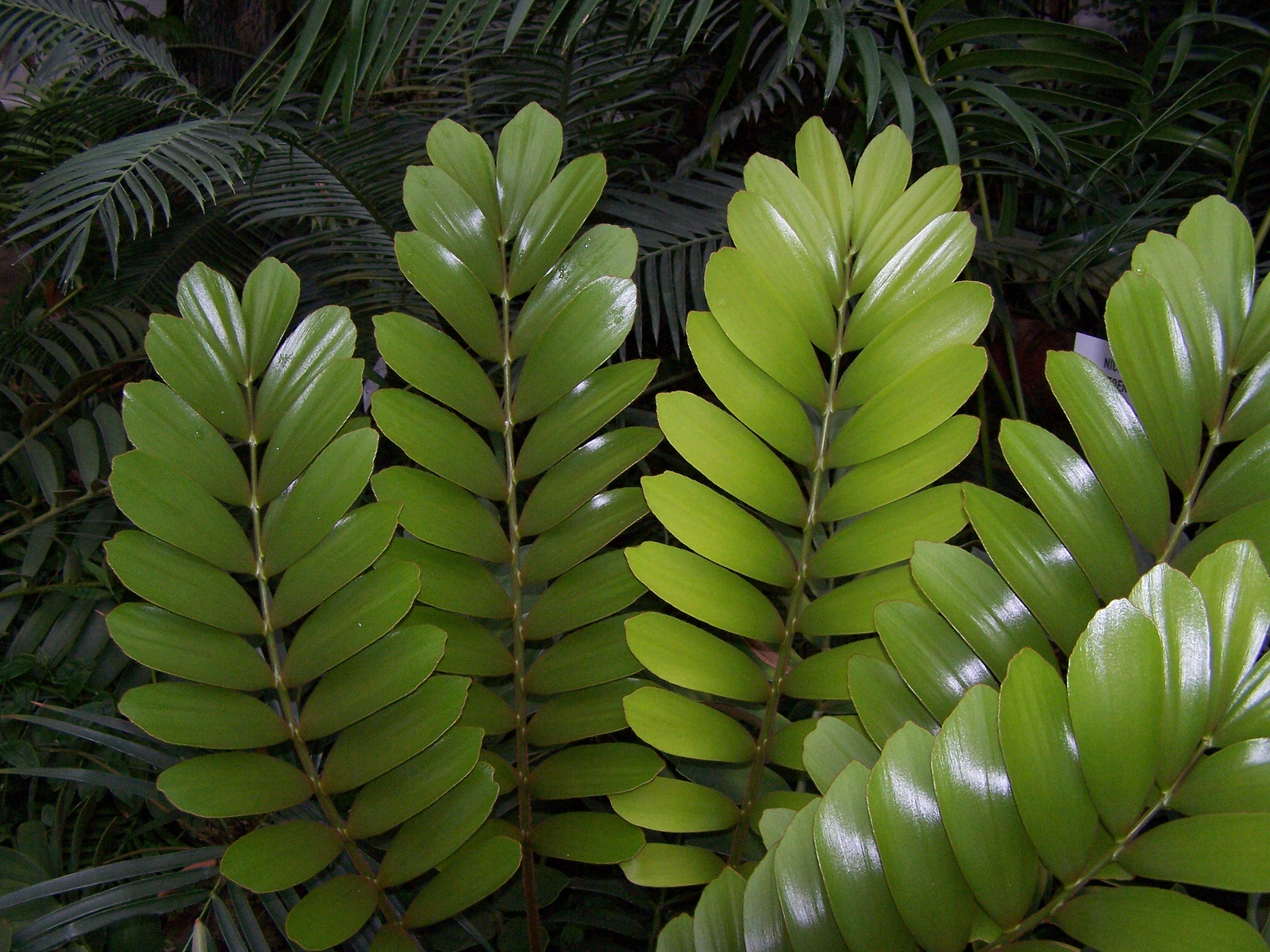
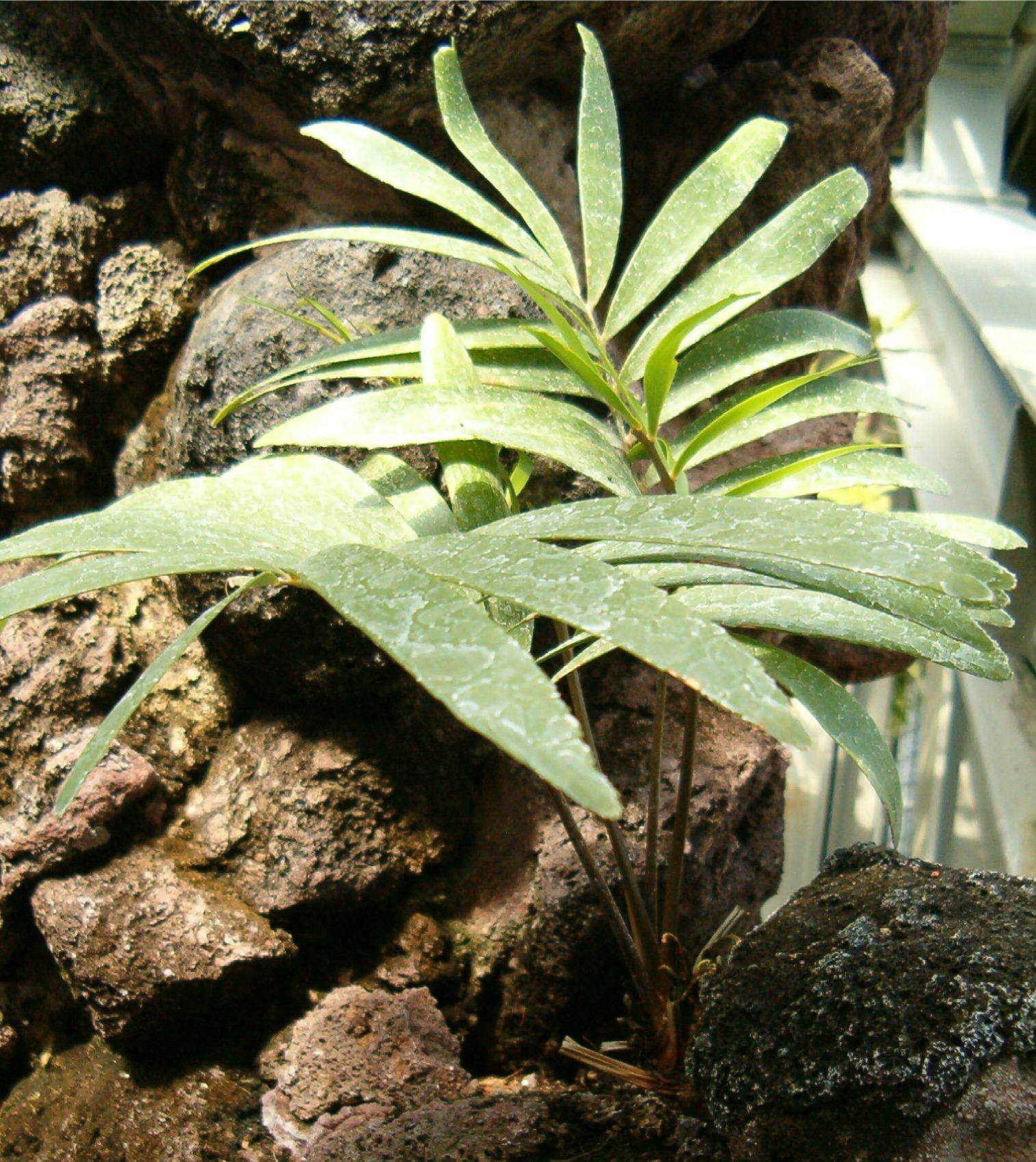
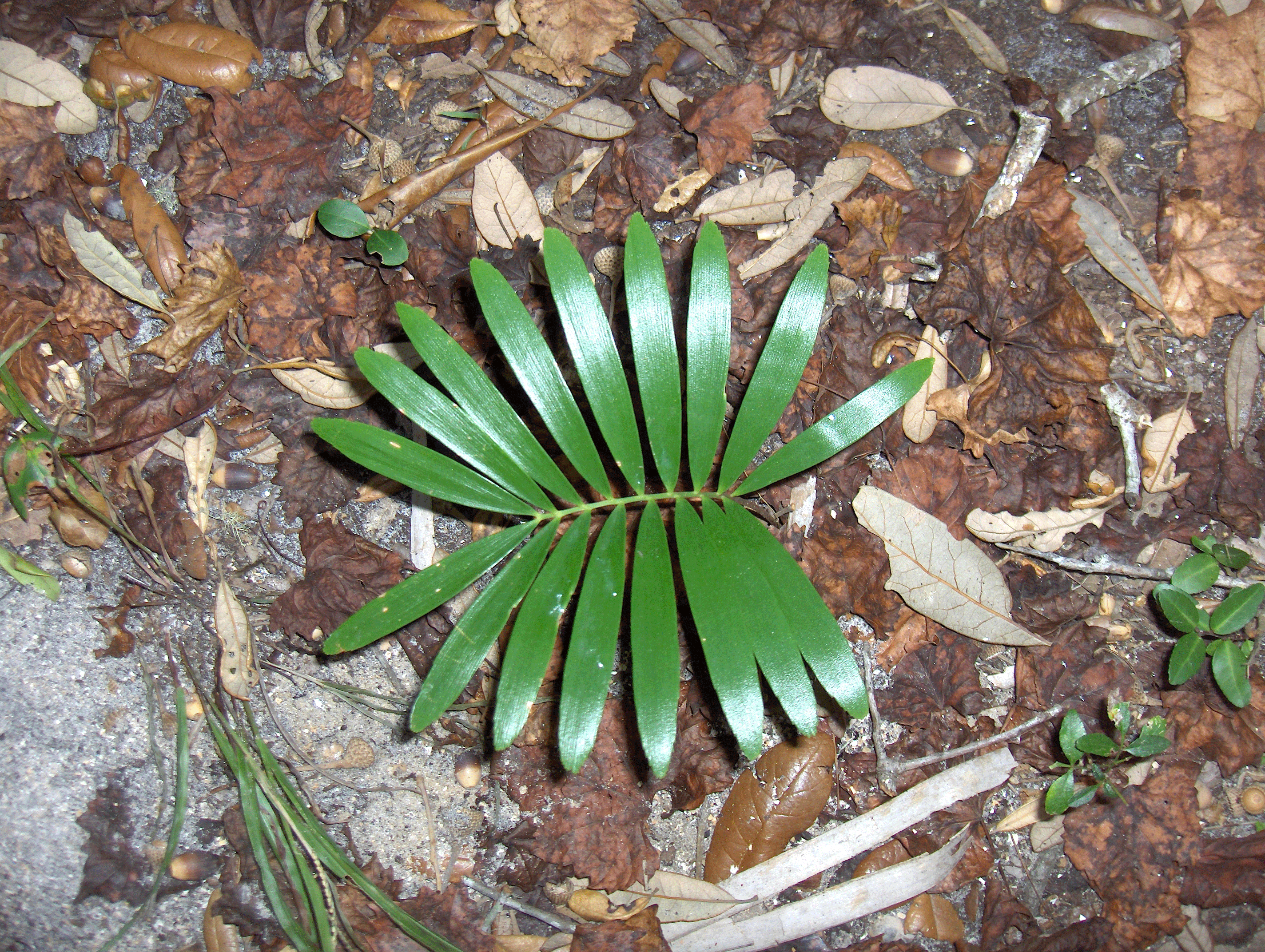
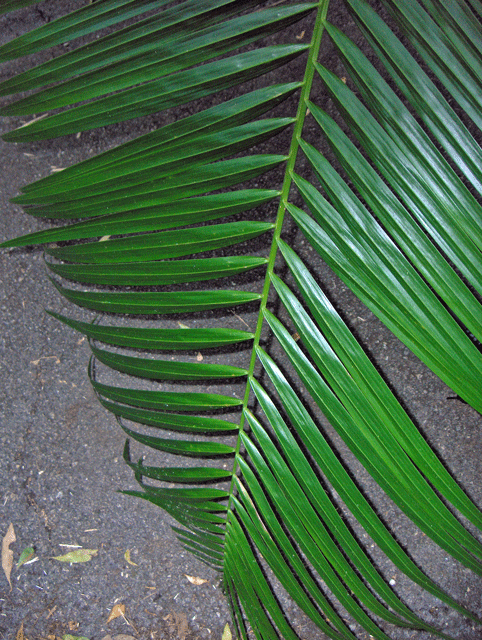
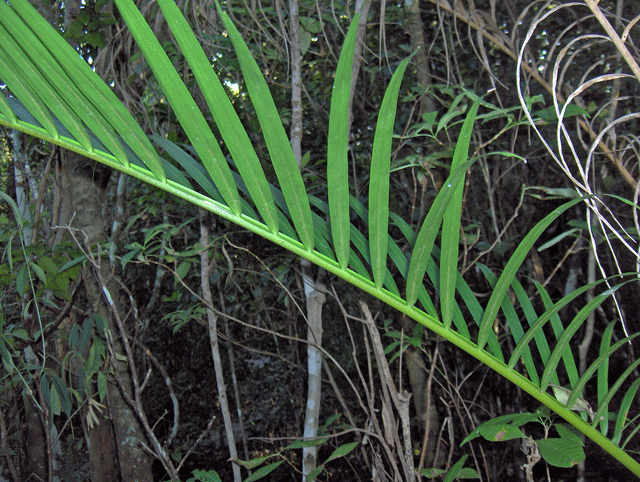